# La fée Urgèle
La fée Urgèle, ou Ce qui plaît aux dames (título original en francés; en español, El hada Urgèle, o Lo que place a las damas) es una opéra-comique en cuatro actos con música de Egidio Romualdo Duni y libreto de Charles-Simon Favart, basado en la obra Ce qui plaît aux dames ("Lo que place a las damas") de Voltaire y The Wife of Bath's Tale ("El cuento de la mujer de Bath") de Geoffrey Chaucer. Se estrenó el 26 de octubre de 1765 en el Théâtre Royal de la Cour en Fontainebleau. 
El elaborado decorado del estreno costó la suma de 20.000 libras tornesas según la Correspondance littéraire de Melchior Grimm. Se adaptó para la Comédie-Italienne el 4 de diciembre de 1765, luego interpretado más de un centenar de veces en los años posteriores, abriendo la vía a otras óperas medievales, como Richard Coeur-de-lion y Aucassin et Nicolette.

## Personajes
| Personaje                                      | Tesitura         | Reparto el 4 de diciembre de 1765                                             |
| ---------------------------------------------- | ---------------- | ----------------------------------------------------------------------------- |
| La anciana mujer/Robinette/Thérèse             | soprano          | Marie Favart                                                                  |
| Robert, un caballero                           | tenor            | Jean-Baptiste Guignard, "Clairval"                                            |
| El hada Urgèle/Marton                          | soprano          | Marie-Thérèse Laruette                                                        |
| Berthe                                         | soprano          | Eulalie Desglands                                                             |
| Lisette                                        | soprano          | Mlle Adélaïde                                                                 |
| Philinte                                       | tenor            | M. Lobreau                                                                    |
| Licidas                                        | tenor            | Nicolas Beaupré                                                               |
| Lahire                                         | bajo-barítono    | Joseph Caillot                                                                |
| Denise/La abocada general del Tribunal de Amor | papeles hablados | Catherine Foulquier, "Catinon"                                                |
| Ancianas juezas del Tribunal de Amor           | papeles hablados | Gabriel-Éléonor-Hervé Dubus de Champville, "Soli", y Antoine-Étienne Balletti |
| La ujier                                       | ¿?               | Mlle Léonore                                                                  |
| El jefe de los cazadores                       | papel hablado    | Jean-Baptiste Dehesse                                                         |